# 酒井重忠
酒井重忠（日语：／ Sakai Shigetada，1549年—1617年8月22日）是日本戰國時代至江户时代前期武將、大名。父親是德川氏的譜代家臣酒井正親。武藏国川越藩藩主、上野国廄橋藩初代藩主。雅樂頭系酒井家宗家初代。

## 生平
三河國坂井鄉出身，家中次男。在年輕時就仕於德川家康，參與永祿12年（1569年）進攻遠江掛川城、元龜元年（1570年）的姉川之戰等家康初期主要的多數合戰並立下武功。在天正4年（1576年）父親正親死去後繼任家督並成為三河西尾城城主。天正10年（1582年），織田信長在本能寺之變後死去，家康一行人越過伊賀，此時重忠被任命為本國的留守居，但是在家康一行人逃到伊勢國時於白子以船迎接家康一行，由此確保了家康的安全。在救援家康時，把立於船上的船印當成馬印使用。
因為以上的種種功績，在天正18年（1590年）家康移封關東時被賜予武藏川越1萬石所領。在文祿元年（1592年）開始的文祿之役中擔任江戶城的留守居役，在慶長5年（1600年）參與關原之戰的本戰，之後負責守備近江國的大津城。在戰後被家康賞賜上野廄橋3萬3千石所領。在慶長19年（1614年）的大坂之陣中擔任江戶城的留守居，負責輸送兵糧等事。
在元和3年（1617年）7月21日死去。享年69歳。